# Шеллито, Кен
Кеннет Джон Шеллито (англ. Kenneth John Shellito; 18 апреля 1940, Лондон, Англия — 31 октября 2018, Сабах, Малайзия), более известный как Кен Шеллито — английский футболист и тренер, защитник. Всю игровую карьеру провёл в английском клубе «Челси». Тренировал футбольные клубы «Челси», «Кембридж Юнайтед» и некоторые клубы Малайзии. Занимался тренерской работой в Азиатской конфедерации футбола.

## Клубная карьера
Шеллито начал свою футбольную карьеру в академии «Челси». В 17 лет он дебютировал за основную команду «Челси» в матче против «Ноттингем Форест». Шеллито был важной частью команды главного тренера Томми Дохерти для выхода в Первый дивизион. Цель была выполнена, «Челси» вернулся в элиту. В сезоне 1964/65 «Челси» выиграл Кубок Футбольной лиги, но потерпел неудачи в чемпионате и Кубке Англии. Однако Кен вскоре получил серьёзную травму колена после которой он все меньше стал появляться на поле и был вынужден завершить футбольную карьеру досрочно.

## Тренерская карьера
После завершения карьеры в 1969 году, Шеллито вошёл в тренерский штаб «Челси», возглавив его академию и пробыл на этой должности до 1977 года. Летом 1977 года он был назначен главным тренером «Челси», сменив своего бывшего партнера по команде, Эдди Маккриди. Он сумел сохранить «Челси» в Первом дивизионе в сезоне 1977/78, но основным моментом его пребывания в должности была победа 4:2 над действующем обладателем Кубка европейских чемпионов «Ливерпулем» в Кубке Англии. Он покинул клуб меньше чем через год, по причине того что клуб находился перед зоной вылета во Второй дивизион. Позже он тренировал «Кембридж Юнайтед», а затем переехал в Малайзию где тренировал несколько клубов. В последнее время работал в Азиатской конфедерации футбола.

## Международная карьера
Шеллито провёл за сборную Англии в 1963 году 1 матч. Дебютировал 29 мая 1963 года против сборной Чехословакии в товарищеском матче, когда Англия победила со счётом 4:2. Так же Шеллито был в составе сборной Англии против сборной мира, игра была приурочена к столетнему юбилею Футбольной ассоциации.

## Статистика выступлений

### Клубная статистика
| Выступление      | Выступление      | Выступление      | Лига | Лига | Кубок страны | Кубок страны | Кубок лиги | Кубок лиги | Еврокубки | Еврокубки | Итого | Итого |
| Клуб             | Лига             | Сезон            | Игры | Голы | Игры         | Голы         | Игры       | Голы       | Игры      | Голы      | Игры  | Голы  |
| ---------------- | ---------------- | ---------------- | ---- | ---- | ------------ | ------------ | ---------- | ---------- | --------- | --------- | ----- | ----- |
| Челси            | Первый дивизион  | 1958/59          | 2    | 0    | 0            | 0            | 0          | 0          | 0         | 0         | 2     | 0     |
| Челси            | Первый дивизион  | 1959/60          | 5    | 0    | 0            | 0            | 0          | 0          | 0         | 0         | 5     | 0     |
| Челси            | Первый дивизион  | 1960/61          | 0    | 0    | 0            | 0            | 0          | 0          | 0         | 0         | 0     | 0     |
| Челси            | Первый дивизион  | 1961/62          | 26   | 0    | 1            | 0            | 0          | 0          | 0         | 0         | 27    | 0     |
| Челси            | Второй дивизион  | 1962/63          | 34   | 0    | 3            | 0            | 0          | 0          | 0         | 0         | 37    | 0     |
| Челси            | Первый дивизион  | 1963/64          | 18   | 1    | 0            | 0            | 0          | 0          | 0         | 0         | 18    | 1     |
| Челси            | Первый дивизион  | 1964/65          | 13   | 1    | 0            | 0            | 1          | 0          | 0         | 0         | 14    | 1     |
| Челси            | Первый дивизион  | 1965/66          | 16   | 0    | 0            | 0            | 0          | 0          | 4         | 0         | 20    | 0     |
| Челси            | Итого            | Итого            | 114  | 2    | 4            | 0            | 1          | 0          | 4         | 0         | 123   | 2     |
| Всего за карьеру | Всего за карьеру | Всего за карьеру | 114  | 2    | 4            | 0            | 1          | 0          | 4         | 0         | 123   | 2     |

### Международная статистика
| Сборная          | Сезон            | Товарищеские | Товарищеские | Турниры | Турниры | Всего | Всего |
| Сборная          | Сезон            | Игры         | Голы         | Игры    | Голы    | Игры  | Голы  |
| ---------------- | ---------------- | ------------ | ------------ | ------- | ------- | ----- | ----- |
| Англия           | 1963             | 1            | 0            | 0       | 0       | 1     | 0     |
| Всего за карьеру | Всего за карьеру | 1            | 0            | 0       | 0       | 1     | 0     |

### Матчи и голы за сборную
Статистика игрока.
| Матчи Кена Шеллито за сборную Англии | Матчи Кена Шеллито за сборную Англии | Матчи Кена Шеллито за сборную Англии | Матчи Кена Шеллито за сборную Англии | Матчи Кена Шеллито за сборную Англии | Матчи Кена Шеллито за сборную Англии | Матчи Кена Шеллито за сборную Англии |
| ------------------------------------ | ------------------------------------ | ------------------------------------ | ------------------------------------ | ------------------------------------ | ------------------------------------ | ------------------------------------ |
| №                                    | Дата                                 | Оппонент                             | Счёт                                 | Голы Шеллито                         | Соревнование                         |                                      |
| 1                                    | 29 мая 1963                          | Чехословакия                         | 4:2                                  | —                                    | Товарищеский матч                    |                                      |

Итого: 1 матч / 0 голов; 1 победа, 0 ничьих, 0 поражений.

### Тренерская статистика
| Команда | Страна      | Начало работы | Окончание работы | Результаты | Результаты | Результаты | Результаты | Результаты | Результаты | Результаты | Результаты |
| Команда | Страна      | Начало работы | Окончание работы | И          | В          | Н          | П          | ГЗ         | ГП         | РГ         | П %        |
| ------- | ----------- | ------------- | ---------------- | ---------- | ---------- | ---------- | ---------- | ---------- | ---------- | ---------- | ---------- |
| Челси   | Флаг Англии | 7 июля 1977   | 13 декабря 1978  | 66         | 15         | 19         | 32         | 77         | 115        | -38        | 22.72      |
| Всего   | Всего       | Всего         | Всего            | 66         | 15         | 19         | 32         | 77         | 115        | -38        | 22.72      |

## Достижения
«Челси»
- Обладатель Кубка Футбольной лиги (1): 1965
- Итого: 1 трофей